# German Wings
German Wings war eine deutsche Fluggesellschaft mit Sitz in München. Sie war eine der ersten privatwirtschaftlich organisierten Fluggesellschaften, die sich erfolgreich um Linienrechte in Deutschland beworben hatte, musste jedoch bereits nach einem Jahr wieder aufgeben.

## Unternehmen

### Gründung
Gesellschafter der German Wings waren die Brüder Peter und Christian Kimmel mit 40 %, die Brüder Frieder Burda und Franz Burda mit 45 % sowie die Bayerische Unternehmensbeteiligungs-AG mit 15 % der Anteile, das Stammkapital betrug 21,25 Millionen Mark.

### Betrieb
Die operative Betriebsaufnahme erfolgte am 10. April 1989 mit einer Flotte von vier, später sechs geleasten McDonnell Douglas MD-83. Angeflogen wurden die Flughäfen von München, Hamburg, Köln/Bonn, Düsseldorf und Paris.
Etwa zeitgleich versuchte sich auch die Charterfluggesellschaft Aero Lloyd, ausgestattet mit Linienrechten, auf dem innerdeutschen Markt.

### Geschäftskonzept
Das Konzept sah vor, statt potenziell ruinösem Preiskampf mehr Service als die bisherige Monopolistin Lufthansa unter dem Motto „Etwas mehr Klasse“ anzubieten. So wurde in der Einheitsklasse, die mit nur 114 Sitzen – ohne den ungeliebten Mittelplatz – bestückt als einheitliche Business Class beworben wurde, auf den innerdeutschen Strecken grundsätzlich eine Mahlzeit serviert. Dabei war der günstigste German-Wings-Flug im Flieg-und-Spar-Tarif auf der Strecke Hamburg–München Ende 1989 für 296,- DM hin und zurück erhältlich. Ein vollflexibler Hin- und Rückflug kostete dagegen 714,- DM.

### Probleme
Die staatliche Lufthansa versuchte ihre Position auszunutzen, um unerwünschten Wettbewerb zu verhindern. Lufthansa und German Wings stritten vor Gericht über die Ausstellung von Tickets für die jeweils andere Gesellschaft im Rahmen des Interlinings, so dass der Ticketverkauf anfangs nur schleppend erfolgte.
Außerdem erhielt German Wings als neue Fluggesellschaft nur unattraktive Abflugzeiten (Slots) an den Flughäfen, so dass die Auslastung der Flugzeuge meist gering war und auch zum Flugbetriebsende hin noch unter den zur Kostendeckung nötigen 60 Prozent lag. 
Auch der Versuch, eine ausländische Fluggesellschaft als Partnerin zu gewinnen, schlug mehrfach fehl. German Wings musste ihren Betrieb aufgrund finanzieller Schwierigkeiten nach nur einem Jahr im April 1990 einstellen.

### 2008 LH kauft die Marke
Die 2002 durch Eurowings gegründete Fluggesellschaft Germanwings steht in keiner Verbindung zu German Wings, 2008 erwarb aber die Muttergesellschaft Lufthansa die Rechte an der Wort-Bild-Marke German Wings. Die von German Wings genutzten Luftfahrzeugkennzeichen D-AGWA bis -F wurden später von Germanwings für ihre Flotte verwendet. 
Die German Wings Luftfahrtunternehmen GmbH wurde zunächst in G.W. Luftfahrtunternehmen Abwicklungs-GmbH umbenannt und im Oktober 2010 wegen Vermögenslosigkeit durch das Amtsgericht München gelöscht.

## Flugziele
Das Streckennetz der German Wings bestand aus Verbindungen zwischen Düsseldorf, Hamburg, Köln/Bonn, Frankfurt, München und Paris-Charles de Gaulle.

## Flotte
Zum Zeitpunkt der Betriebseinstellung bestand die Flotte der German Wings aus sechs McDonnell Douglas MD-83.